# John Deutch

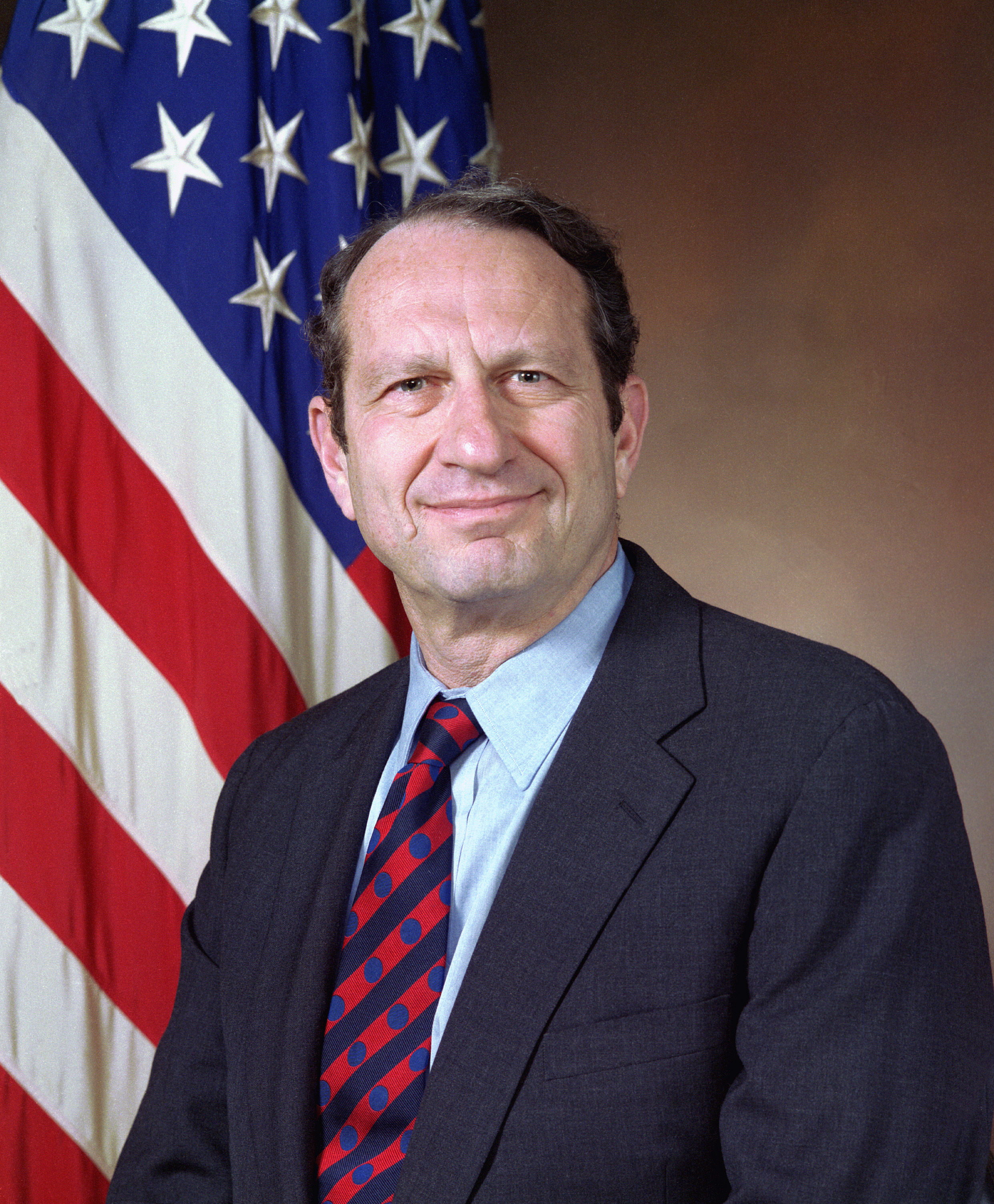
John M. Deutch

John M. Deutch (ur. 27 sierpnia 1938) – amerykański urzędnik administracji i Dyrektor Centrali Wywiadu, z wykształcenia chemik.
Mianowany został na to stanowisko w maju 1995 roku, po to by (jak sam stwierdził) wyprowadzić agencję z szoku w jakim znalazła się po ujawnieniu, że jeden z najwyższych rangą jej urzędników, szef sekcji radzieckiej Aldrich Ames, był radzieckim „kretem”. Deutch to pierwszy od czasów Williama Caseya DCI będący członkiem gabinetu Prezydenta. Funkcję DCI objął po Jamesie Woolseyu, zmuszonym do dymisji za pobłażliwość wobec osób odpowiedzialnych za błędy popełnione w czasie wewnętrznego dochodzenia w sprawie Amesa. Deutch był także pierwszym naturalizowanym obywatelem Stanów Zjednoczonych mianowanym Dyrektorem Centrali Wywiadu.
Deutch urodził się w Brukseli, pochodził z belgijskiej rodziny żydowskiej, która w 1942 roku wyemigrowała do USA, gdzie jego ojciec, inżynier, rozpoczął pracę w urzędzie produkcji wojennej, jako specjalista w dziedzinie produkcji kauczuku syntetycznego. Deutch poszedł w ślady ojca, uzyskując dyplom inżynierii chemicznej w MIT (Massachusetts Institute of Technology) i jednocześnie stopień naukowy z historii w Amherst. Pracując już w Departamencie Obrony (Department of Defense – DoD) (1961-1965) obronił pracę doktorską z chemii fizycznej w MIT. Wykładał w Princeton, a potem wrócił do MIT, gdzie został w 1976 roku dziekanem wydziału chemii, nie zrywając wszakże kontaktów z Pentagonem (pracował dla Rand Corporation – ośrodka badań podstawowych Departamentu Obrony). Na drzwiach gabinetu Deutcha w MIT znalazła się dewiza: W sprawach obrony jestem jastrzębiem, w sprawach społecznych liberałem, w sprawach wydziału oszalałym maniakiem.
Za prezydentury Cartera (1977-1981), był podsekretarzem w Departamencie Energii (Department of Energy), odpowiedzialnym za programy produkcji jądrowej. Po objęciu fotela prezydenckiego przez Ronalda Reagana, Deutch powrócił do MIT jako rektor tej uczelni. Był członkiem Prezydenckiego Komitetu Doradczego ds. Wywiadu Zagranicznego (President's Foreign Intelligence Advisory Board) prezydenta Busha. Po objęciu prezydentury przez Clintona, Deutch został mianowany przez jego sekretarza obrony Lesa Aspina, podsekretarzem ds. zakupów i technologii. Stanowisko to przypadło mu do gustu, bowiem odrzucił propozycję objęcia stanowiska Dyrektora Centrali Wywiadu, zaoferowane mu zaraz po rezygnacji ówczesnego DCI, Jamesa Woolseya, w 1994 roku. Przyjął propozycję dopiero wówczas, gdy śledztwo w sprawie następnego kandydata Clintona na stanowisko DCI, generała sił powietrznych w stanie spoczynku Michaela P.C. Carnsa, ujawniło, że winien on jest naruszenia ustawy imigracyjnej. Deutch bez wahania nakreślił wizję swoich zadań w roli szefa Agencji. Wkrótce po objęciu stanowiska oświadczył, że czuje się zobowiązany naprawić poważnie nadszarpniętą aferą Amesa reputację CIA. Przekonany był również o wyjątkowej roli, jaką winien odegrać w zdefiniowaniu nowej misji CIA i całej Wspólnoty Wywiadów w pozimnowojennym świecie. We wrześniu 1995 roku stwierdził –

Szpiegostwo wciąż pozostaje podstawowym zadaniem CIA, która musi zachować zdolność do prowadzenia tajnych operacji. Jeśli nie podejmiemy tego ryzyka – z obawy przed niepowodzeniem, albo dlatego że boimy się kontrowersji – zawiedziemy na całej linii jako służba wywiadowcza.

Podczas przesłuchań Komisji ds. Wywiadu Izby Reprezentantów w sprawie Amesa oświadczył – Dotknęło mnie to osobiście (...), zostałem oszukany i wprowadzony w błąd.
Położył nacisk na fakt, że pracownicy CIA, mając niemal całkowitą pewność, że ich agenci w Rosji zostali przewerbowani, świadomie karmili Biały Dom i Pentagon zafałszowaną informacją wywiadowczą. Za najważniejsze wyzwania, w obliczu których stanęła CIA, uznał rozwój broni masowej zagłady (ABC), działania podejmowane przez państwa nieprzyjacielskie, m.in. Koreę Północną, Iran i Irak, zagrożenie jakie stwarza przestępczość międzynarodowa, terroryzm i handel narkotykami, oraz ochronę bezpieczeństwa ekonomicznego Stanów Zjednoczonych. Deutch rozpoczął realizację programu rozbudowy systemów rozpoznania tzw. środkami obrazującymi, poddał też ściślejszej kontroli rozrzutny budżet Narodowego Biura Rozpoznania, którego dwóch najwyższych rangą funkcjonariuszy – dyrektora Jeffreya K. Harisa i jego zastępcę Jimmy’ego Hilla, usunął ze stanowisk za beztroskę budżetową. Deutch rozpoczął także umacnianie dyscypliny regulaminowej wśród pracowników agencji. Wspólnie ze swą dyrektor ds. wykonawczych, Norą Slatkin (byłą podsekretarz Marynarki Wojennej), ukarał dyscyplinarnie, jak sam mówił, 22 pracowników Agencji winnych wykroczeń regulaminowych w sprawie Amesa (ukarał ich jednak tylko 11) i fałszowania informacji dotyczących jednego z agentów, zamieszanego rzekomo w zamordowanie obywatela Stanów Zjednoczonych w Gwatemali w 1990 roku. Stawiając Norę Slatkin na tym samym poziomie, co dyrektorów takich potężnych agencji jak DIA i NSA, Deutch dał do zrozumienia, że uważa się za rzeczywistego zwierzchnika wszystkich służb wywiadu Stanów Zjednoczonych, zgodnie z logiką nazwy swego stanowiska. W 1997 roku wyszło na jaw, że jego komputer domowy, posiadający ściśle tajne informacje Agencji, był prawdopodobnie podłączony do internetu bez dodatkowych zabezpieczeń, co groziło włamaniem hakerów i przeciekiem tajnych informacji. Rozpoczęte dochodzenie w tej sprawie było podobno blokowane przez Deutcha jego wysokim stanowiskiem. W 1997 roku John Deutch odszedł ze stanowiska DCI, zastąpił go ówczesny zastępca DDCI (Deputy Director of Central Intelligence) – George Tenet. Według stanu na 2004 Deutch jest profesorem chemii w Massachusetts Institute of Technology.